# مولخرا
مولخرا (به لاتین: Mulkhra) یک آب‌گذر و رودخانه در شهرداری مستیا در کشور گرجستان است. مولخرا شاخه سمت راست رودخانه اینگوری است.  این شهر در منطقه سامگرلو-زمو سوانتی، در بخش شمال غربی کشور، در ۲۳۰ کیلومتری (۱۴۰ مایل) شمال غربی تفلیس پایتخت گرجستان واقع شده است. درازای آن ۲۷ کیلومتر (۱۷ مایل) و مساحت حوضه آبریز ۴۳۵ کیلومتر مربع (۱۶۸ مایل مربع). این رود از یخچال‌های طبیعی، برف، باران و آب‌های زیرزمینی تغذیه می‌کند. میانگین جریان سالانه در محل رود ۲۲.۵ متر مکعب بر ثانیه (۷۹۰ فوت مکعب بر ثانیه) است.